# Бочковец
Бочковец је насељено место у саставу општине Свети Петар Ореховец у Копривничко-крижевачкој жупанији, Хрватска. До територијалне реорганизације у Хрватској налазио се у саставу бивше велике општине Крижевци.

## Становништво
На попису становништва 2011. године, Бочковец је имао 279 становника.

## Попис1991.
На попису становништва 1991. године, насељено место Бочковец је имало 357 становника, следећег националног састава:
| Попис 1991.‍  | Попис 1991.‍  | Попис 1991.‍ | Попис 1991.‍ | Попис 1991.‍ |
| ------------ | ------------ | ----------- | ----------- | ----------- |
|              |              |             |             |             |
| Хрвати       | Хрвати       |             | 350         | 98,03%      |
| Југословени  | Југословени  |             | 3           | 0,84%       |
| Словенци     | Словенци     |             | 3           | 0,84%       |
| неопредељени | неопредељени |             | 1           | 0,28%       |
| укупно: 357  |              |             |             |             |